# Arpumeer
Arpumeer, Zweeds - Fins: Arpujaure, Samisch: Árbujávri, is een meer in het noorden van Zweden. Het ligt in de gemeente Kiruna op minder dan zeven kilometer van de rivier de Peerasuvanto, die daar de grens met Finland vormt en op minder dan 30 km van Treriksröset, het drielandenpunt met nog Noorwegen. De Arpurivier stroomt door het meer, maar het krijgt ook water van de hellingen van de Arpuberg.
Afwatering: Arpurivier → meer Arpumeer → Arpurivier → Suvirivier → Könkämä → Muonio → Torne → Botnische Golf